# Esporte Clube Passo Fundo
O Esporte Clube Passo Fundo, mais conhecido como Passo Fundo, é um clube de futebol brasileiro fundado no ano de 1986 e sediado em Passo Fundo, no estado do Rio Grande do Sul. Seu estádio é o Monumental Vermelhão da Serra.
Antes de 1986, o Esporte Clube Passo Fundo escreveu sua história como Grêmio Esportivo e Recreativo 14 de Julho, fundado no dia 27 de junho de 1921. Suas cores eram branco e vermelho e em boa parte da história seu estádio foi onde hoje é situada a estação rodoviária da cidade. O clube foi campeão da  Segunda Divisão do Campeonato Gaúcho de 1968, campeão de 19 campeonatos citadinos, sendo o de 1957, o mais importante de todos eles, por conta das comemorações do Centenário da cidade.
No início dos anos 1980, o Grêmio Esportivo e Recreativo 14 de Julho passou por inúmeros problemas financeiros, assim como seu rival, Gaúcho. Em 1986, com problemas financeiros dentro das duas instituições, é feito uma fusão dos dois clubes, vindo a nascer, em 10 de Janeiro de 1986 - o Esporte Clube Passo Fundo. O Clube que já nasceu campeão, trazia as duas cores principais dos dois times fusionados somados com o branco. No seu primeiro ano, o clube mandou seus jogos no Estádio Wolmar Salton, por ser de mais fácil acesso ao público na época. O clube sagrou-se campeão do campeonato gaúcho da segunda divisão de 1986, cravando seu novo nome na História e conquistando o acesso a Série A de 1987.
Embora a conquista do título, o clima de rivalidade entre os dirigentes, antigos rivais e torcedores ainda pairava entre as duas partes. Foi então que em 1987, o Gaúcho decide sair da fusão, reativando o seu departamento de futebol, enquanto o Esporte Clube Passo Fundo seguiu sendo comandado pelos remanescentes do GER 14 de Julho e por seus novos apoiadores, que julgaram manter o nome e as cores para não perder o acesso para o Campeonato Gaúcho de 1987. Assim, o tricolor permaneceu na primeira divisão até o ano de 1994 e lapidou seu nome entre os grandes do interior do estado.

## História
O Passo Fundo foi fundado em 10 de janeiro de 1986 e ficou conhecido como o clube que nasceu campeão, conquistando a Segunda Divisão do Campeonato Gaúcho já no seu primeiro ano, tendo como craque  no ano, o jogador Cláudio Freitas. No ano de 1989, o clube teve destaque na primeira divisão, chegando até o hexagonal final, com um elenco que é lembrado entre os melhores que o clube já teve. O clube se manteve na Primeira Divisão do Campeonato Gaúcho até o ano de 1994, quando foi rebaixado, disputando a Série B até o ano de 1997, quando reconquistou sua vaga para a Série A.
Em 2001 o Esporte Clube Passo Fundo teve sua primeira projeção nacional, participando da Série C do Campeonato Brasileiro. Durante muitos anos o clube manteve o verde em seu uniforme, porém no ano 2003, a forte influência dos remanescentes do 14 de Julho e a raiz histórica do clube no passado rubro, fez com que a gestão à época aboli-se a cor verde, transformando também o brasão do clube, passando a ter a mesma forma que o logo do antigo 14. No ano de 2006, no aniversário de 20 anos, o Passo Fundo não conseguiu realizar um bom Campeonato Gaúcho e foi rebaixado para a segunda divisão. A crise financeira e a falta de perspectivas deixaram o Passo Fundo de fora da disputa da série B do Gauchão em 2007. Com o departamento de futebol profissional fechado, o clube focou seu trabalho nas categorias de base e buscou se reestruturar financeiramente.
Em 2008, além da volta da cor verde no uniforme do Passo Fundo, a diretoria contratou o ex-zagueiro uruguaio Atílio Ancheta como treinador, fez contratações e promoveu alguns juniores para buscar a volta à elite do futebol gaúcho. No segundo semestre de 2008, o clube obtém a primeira vitória sobre um adversário da dupla grenal, derrotando o Grêmio por 1 a 0, em Eldorado do Sul, pela Copa Lupi Martins. O gol foi anotado pelo meia Teilor, em cobrança de falta.
Em 2009, o clube não disputou competições oficiais na categoria profissional, porém preparou o retorno aos gramados na temporada 2010. Contratou o treinador e ídolo Paulo Sérgio Poletto para dirigir a equipe no série B do Gauchão. Poletto havia comandado o Passo Fundo na conquista do título dessa mesma competição em 1986.
Foi somente em 2012 que o Passo Fundo colheu os bons frutos dos anos em que buscou se reestruturar. Após remontar todo o grupo de profissionais, apostando alto no investimento e nas categorias de base, a equipe disputa novamente o longo campeonato da Divisão de Acesso do Futebol Gaúcho. Na última partida do quadrangular final, disputada em Bento Gonçalves no dia 22 de Julho, o Passo Fundo conseguiu seu acesso à Primeira Divisão Estadual na vitória conquistada sobre o Esportivo pelo placar de 1 a 0 (gol do zagueiro Gláuber). Depois de seis anos, o Esporte Clube Passo Fundo, comandado pelo treinador Ricardo Attolini, retorna à elite do Gauchão no ano de 2013.
Em 2013 o clube montou um grupo forte, e fez uma boa campanha no gauchão, conseguindo fazer excelentes partidas no campeonato; chegou na fase das quartas-de-finais, onde foi eliminado nas cobranças de pênaltis pela equipe do Veranópolis. o Passo Fundo terminou em 6° lugar na classificação geral do Gauchão.
No mesmo ano, o Passo Fundo sagrou-se campeão da Primeira Edição da Copa Serrana, que juntou os maiores clubes da Serra Gaúcha. Após ser vencedor da Copa Serrana, foi disputar a Super Copa Gaúcha, onde disputou partidas contra os vencedores da Região Metropolitona e Região Sul-Fronteira.
Nos anos seguintes o Passo Fundo fez campanhas de meio de tabela na classificação geral do Gauchão, e no ano de 2017 acabou sendo rebaixado parta Série A2.
Em 2020, em meio a pandemia de covid-19, a taça de 'Campeão Citadino 163 anos da cidade' foi disputada virtualmente por doações de torcedores, o Passo Fundo venceu com um placar elástico de 146 gols, contra 36 do rival Gaúcho.
Em 2022, o Esporte Clube Passo Fundo sagrou-se Bicampeão Citadino de Passo Fundo ao vencer seu rival em sua casa, empatando no segundo jogo no Vermelhão da Serra (jogos válidos pelo Acesso 2022). O primeiro clássico ga-PAS disputado no novo estádio do rival foi marcado por grande presença e festa da torcida tricolor no estádio rival, e a taça foi levantada sob grande festa também no Vermelhão da Serra pelo zagueiro e capitão Breno Calixto, que escreveu seu nome na história do clube com sólidas atuações defensivas naquela temporada.
Ainda em 2022, o esporte clube Passo Fundo sagrou-se vice campeão da Copa FGF, que foi vencida pela equipe do São Luiz de Ijuí.
Em 2025, o clube encerrou a primeira fase da série A2 gaúcha na 3ª colocação. Nas quartas de final, enfrentou o Veranópolis, sendo eliminado nos pênaltis por 5–3 após duas partidas com placares iguais (derrota por 2–1 fora de casa e vitória por 2–1 em seus domínios). Na classificação geral, terminou em 5º lugar.

## Títulos
| Estaduais  | Estaduais                          | Estaduais  | Estaduais |
|            | Competição                         | Títulos    | Temporadas |
|            | Campeonato Gaúcho - Série A2       | 2          | 1968, 1986 |
|            | Copa Serrana                       | 1          | 2013 |
| Municipais | Municipais                         | Municipais | Municipais |
|            | Competição                         | Títulos    | Temporadas |
|            | Campeonato Citadino de Passo Fundo | 19         | 1922, 1925, 1930, 1943, 1945, 1947, 1955, 1956, 1957, 1958, 1958, 1959, 1959, 1960, 1962, 1969, 1978, 2020, 2022 |
| ---------- | ---------------------------------- | ---------- | --- |

 Campeão Invicto
Até 1985 - Ainda como GER 14 de Julho.
(**) Campeonato extra.

## Estatísticas
|  | Participações em 2025 |

| Competição        | Competição        | Temporadas | Melhor campanha        | Estreia | Última | P | R |
| Rio Grande do Sul | Campeonato Gaúcho | 25         | 6° lugar (1989 e 2013) | 1987    | 2017   |   | 2 |
| Rio Grande do Sul | Divisão de Acesso | 13         | Campeão (1986)         | 1986    | 2025   | 2 | – |
| Rio Grande do Sul | Copa FGF          | 11         | Vice-campeão (2022)    | 2004    | 2024   |   |   |
| Brasil            | Série C           | 1          | 51º lugar (2001)       | 2001    | 2001   | – | – |

## Últimas Temporadas
| Campeonato Gaúcho | Campeonato Gaúcho | Campeonato Gaúcho | Campeonato Gaúcho | Campeonato Gaúcho | Campeonato Gaúcho | Campeonato Gaúcho | Campeonato Gaúcho | Campeonato Gaúcho | Campeonato Gaúcho | Campeonato Gaúcho | Copa FGF         |
| Ano               | Div.              | Pos.              | Pts.              | J                 | V                 | E                 | D                 | GP                | GC                | SG                | Fase             |
| ----------------- | ----------------- | ----------------- | ----------------- | ----------------- | ----------------- | ----------------- | ----------------- | ----------------- | ----------------- | ----------------- | ---------------- |
| 2016              | A                 | 10º               | 15                | 15                | 4                 | 3                 | 6                 | 12                | 23                | -11               | —                |
| 2017              | A                 | 11º               | 9                 | 11                | 1                 | 3                 | 7                 | 7                 | 16                | -9                | —                |
| 2018              | A2                | 10º               | 20                | 14                | 5                 | 5                 | 4                 | 17                | 15                | +2                | —                |
| 2019              | A2                | 9º                | 19                | 14                | 5                 | 4                 | 5                 | 15                | 14                | +1                | —                |
| 2020              | A2                | –                 | –                 | –                 | –                 | –                 | –                 | –                 | –                 | –                 | —                |
| 2021              | A2                | 12º               | 15                | 14                | 3                 | 6                 | 5                 | 13                | 16                | -3                | Semifinais       |
| 2022              | A2                | 4º                | 25                | 18                | 5                 | 10                | 3                 | 15                | 11                | +4                | Semifinais       |
| 2023              | A2                | 8º                | 20                | 16                | 5                 | 5                 | 6                 | 13                | 14                | -1                | —                |
| 2024              | A2                | 4º                | 32                | 18                | 9                 | 5                 | 4                 | 23                | 15                | +8                | Quartas de Final |
| 2025              | A2                | 5º                | 30                | 16                | 8                 | 6                 | 2                 | 23                | 15                | +8                | —                |

2020: competição cancelada devido à Pandemia de COVID-19
| Rebaixado à Divisão de Acesso |

## Destaques Individuais

###### Artilheiros do Campeonato Gaúcho
- Felipe Reinaldo – Artilheiro em 2000, com 13 gols, e novamente em 2005, com 10 gols.
- Hyantony – Vice-artilheiro em 2014, marcando 7 gols.
- Michel – Artilheiro em 2015, com 11 gols.